# Летавська Марія Петрівна
Марія Петрівна Лета́вська (1883, с. Босири, нині Україна — 13 серпня 1974, м. Філадельфія, США) — канадська релігійна діячка. 

## Життєпис
Від 1902 — в Канаді, одна з українських першопоселенців, від 1903 — в монастирі Сестер-Служебниць у м. Мондер; від 1908 — його настоятелька; служила також у провінціях Манітоба та Саскачеван; учителювала у «Рідних школах».
Від 1945 — в США.